# Margot Zech-Weymann

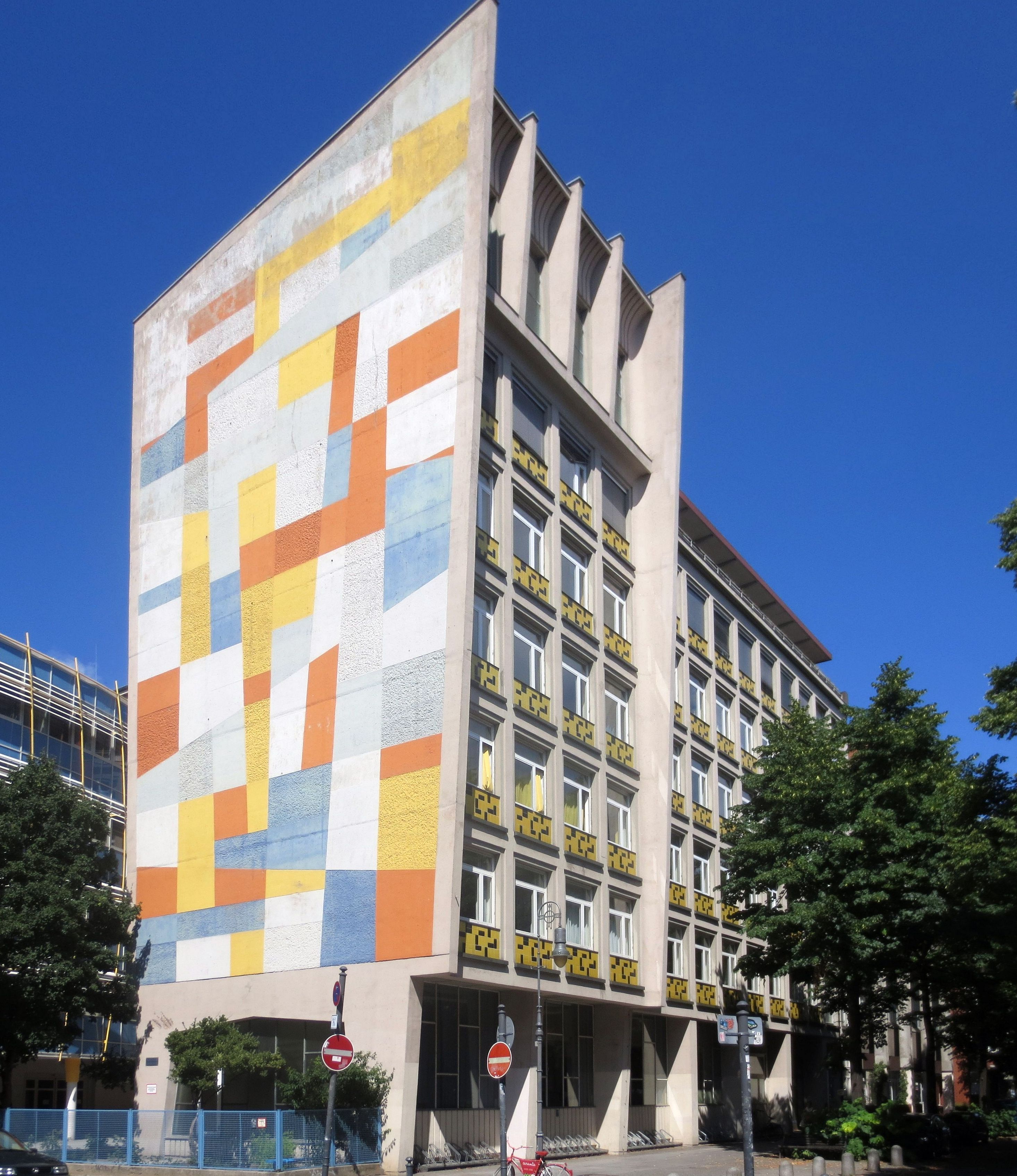
Margot Zech-Weymann: Katholische Schule St. Franziskus, Berlin-Schöneberg, 1958–1959

Margot Zech-Weymann (* 1911 in Neisse, Provinz Schlesien; † 1. Mai 2004 in Bad Steben) war eine deutsche Architektin, die in Berlin vor allem Bauten für soziale Einrichtungen geplant und realisiert hat – Schulen, Kindertagesstätten und Krankenhäuser.

## Leben und Werk
Margit Zech nahm nach der Heirat mit Hermann Zech 1952 den Doppelnamen Zech-Weymann an. Nach dem Abitur 1931 in Berlin-Lichterfelde studierte sie Architektur an der Technischen Hochschule Berlin-Charlottenburg, der heutigen Technischen Universität Berlin. Ab 1936 war sie Mitglied der Reichskammer der bildenden Künste, Fachgruppe Architektur. In dieser Zeit plante und realisierte sie zwei Einfamilienhäuser in Berlin-Lichterfelde. Ihre Mitgliedschaft in der Reichskammer wurde vor dem Ende der NS-Herrschaft beendet. Ab 1949 war sie Mitglied im Bund Deutscher Architekten – heute Bund Deutscher Architektinnen und Architekten.
Viele Planungen von Margot Zech-Weymann aus den 1950er Jahren sind Wiederaufbauten von kriegszerstörten Gebäuden. Bekannt sind zum Beispiel die Bauten für die Kirchengemeinde Mater Dolorosa in Berlin-Lankwitz (1955). Das prominenteste Bauwerk, das nach einem Entwurf von Margot Zech-Weymann errichtet wurde, ist die Katholische Schule St. Franziskus in Berlin-Schöneberg, an der Ecke Hohenstaufenstraße/Goltzstraße (1958–1959). Das auffälligste Merkmal des denkmalgeschützten Schulbaus ist die fensterlose Stirnwand zur Hohenstaufenstraße. Die gesamte Fläche ist als ein Wandgemälde gestaltet. Zudem wird die Fläche nach oben hin breiter, wodurch das gesamte Gebäude dynamisch erscheint. Einige Pfeiler des Betontragwerks werden ebenfalls nach oben hin breiter und ragen an der Dachkante deutlich aus der Fassadenebene heraus. Es handelt sich um einen der prägnanten Bauten in dem gesamten Stadtquartier um den Winterfeldplatz.
Den größten Anteil im Werk von Zech-Weymann nehmen Umbauten historischer Gebäude ein. Zum Beispiel war sie verantwortlich für die Modernisierung des ehemaligen Katholischen Waisenhauses in der Pfalzburger Straße in Berlin-Wilmersdorf (Altbau 1895, Umbau 1955–1965) sowie von Haus Schöndorf in der Auguste-Viktoria-Straße in Berlin-Schmargendorf (Altbau 1929–1930, Umbau 1961). Das Haus wird von der Israelischen Botschaft als Residenz des Botschafters genutzt. Beide Bauten stehen unter Denkmalschutz, die Umbauten von Zech-Weymann sind als denkmalwerte Schicht jeweils Teil des Baudenkmals.
1989 ging Margot Zech-Weymann in den Ruhestand und verlegte ihren Wohnort nach Bad Steben im Frankenwald.